# Уокер, Джон Чарлз
Джон Чарлз Уо́кер (англ. John Charles Walker; 6 июля 1893 — 25 ноября 1994) — американский учёный в области сельского хозяйства.
Сын фермера, разводившего капусту. Окончил Университет Висконсина (1915), там же защитил диссертацию (1918) и в дальнейшем преподавал до 1964 года.
Уокер был видным специалистом по патологии овощных культур, ему принадлежит, в частности, учебник «Болезни овощей» (англ. Diseases of Vegetable Crops; 1935, 1952). Исследуя генетическую устойчивость растений к различным заболеваниям и способы её повышения, Уокер внёс значительный вклад в развитие американского овощеводства.
Труд Уокера был отмечен высоким признанием. В 1945 году он был избран в Национальную академию наук, в 1960 году удостоен степени почётного доктора Гёттингенского университета. В 1978 году Уокер вместе с Джорджем Спрэгом стал первым лауреатом престижной международной Премии Вольфа в области сельскохозяйственных наук.